# Anurida alpina
Anurida alpina is een springstaartensoort uit de familie van de Neanuridae. De wetenschappelijke naam van de soort is voor het eerst geldig gepubliceerd in 1939 door Agrell.